# وینسنت یانسن
وینسنت پتروس آنا سباستین یانسن (هلندی: Vincent Petrus Anna Sebastiaan Janssen؛ زادهٔ ۱۵ ژوئن ۱۹۹۴) بازیکن فوتبال اهل هلند است.

## باشگاهی
از باشگاه‌هایی که در آن بازی کرده‌است می‌توان به آزد، تاتنهام هاتسپر و فنرباغچه اشاره کرد.
وی همچنین ۱۵ بازی در تیم ملی فوتبال هلند انجام است.